# Aelurostrongylus
Aelurostrongylus ist eine Gattung der Fadenwürmer, die in der Lunge von Katzen, Mardern und Nagetieren parasitieren.

## Merkmale
Die Vertreter von Aelurostrongylus haben eine stark reduzierte Begattungstasche, die Spicula sind relativ kurz und gebogen, das Gubernaculum ist schwach entwickelt oder fehlt ganz. Vulva und Anus liegen nicht endständig. Die Rippe des rückenseitigen Lappens der Begattungstasche ist unverzweigt.

## Arten
- Aelurostrongylus abstrusus
- Aelurostrongylus falciformis
- Aelurostrongylus pridhami
- Aelurostrongylus sinica